# Castillo de Tajarja
Castillo de Tajarja (o El Castillo de Tajarja) es una localidad y pedanía española perteneciente al municipio de Chimeneas, en la provincia de Granada, comunidad autónoma de Andalucía. Está situada en la parte septentrional de la comarca de Alhama. Cerca de esta localidad se encuentran los núcleos de El Turro, Peñuelas, Cacín y Ventas de Huelma.

## Historia
En los años posteriores al final de la Reconquista se produjo en el Castillo de Tajarja —como en el resto de Granada— una fuerte inmigración de repobladores cristianos para ocupar los despoblados, que en el caso de esta pedanía llegaron fundamentalmente de Murcia y Castilla la Nueva.
De las diferentes aldeas que fueron incluidas en 1789 en el término municipal de Chimeneas, solamente la de Tajarja consiguió prosperar hasta adquirir categoría de pueblo. El actual anejo del Castillo de Tajarja perteneció al Marqués de Mondéjar y conservó en sus inmediaciones hasta el siglo XIX las ruinas del antiguo castillo medieval que le daba nombre.
El último noble poseedor de todas las tierras de Tajarja fue Don Julio Quesada-Cañaveral y Piédrola, Duque de San Pedro de Galatino, Conde de Benalúa y Señor de Láchar, que está considerado como el mejor de los propietarios que ha tenido el pueblo por cuanto rebajó las rentas a los labradores suavizándoles las condiciones, cobrándoles en proporción a las cosechas conseguidas cada año, y favoreciendo con todas esas medidas el aumento de la población de Tajarja.

## Demografía
Según el Instituto Nacional de Estadística de España, en el año 2022 el Castillo de Tajarja contaba con 329 habitantes censados, lo que representa el 26,24% de la población total del municipio.

### Evolución de la población
| Gráfica de evolución demográfica de Castillo de Tajarja entre 2012 y 2022 |
|                                                                           |
| Datos según el nomenclátor publicado por el INE.                          |